# Veronica (heilige)
Sint-Veronica of Berenice was volgens de christelijke traditie een vrouw die Jezus Christus een doek aanbood om het zweet en bloed van zijn gezicht te vegen, terwijl hij zijn kruis in Jeruzalem droeg, op weg naar Golgotha. Op deze doek (de "doek van Veronica") zou door een wonder Jezus' gelaat zijn afgebeeld.

## Traditie
Veronica is een latinisering van het Griekse Βερενίκη, Berenikē, die wordt genoemd in het apocriefe Evangelie van Nikodemus. Daarin wordt zij geïdentificeerd als de vrouw die Jezus' kleding aanraakte en daardoor werd genezen van een bloedvloeiing (Lucas 8:43-48). In de 11e eeuw werd dit verhaal uitgebreid, waarbij Jezus haar een portret van zichzelf gaf, waarmee ze later keizer Tiberius genas. In het wijdverspreide boek Meditationes Vitae Christi of Meditationes De Vita Christi (1380) werd dit verbonden aan de kruisweg. Ergens voor het midden van de 15e eeuw werd een relikwie aan dit verhaal verbonden: een doek waarop het gezicht van Christus was afgebeeld.

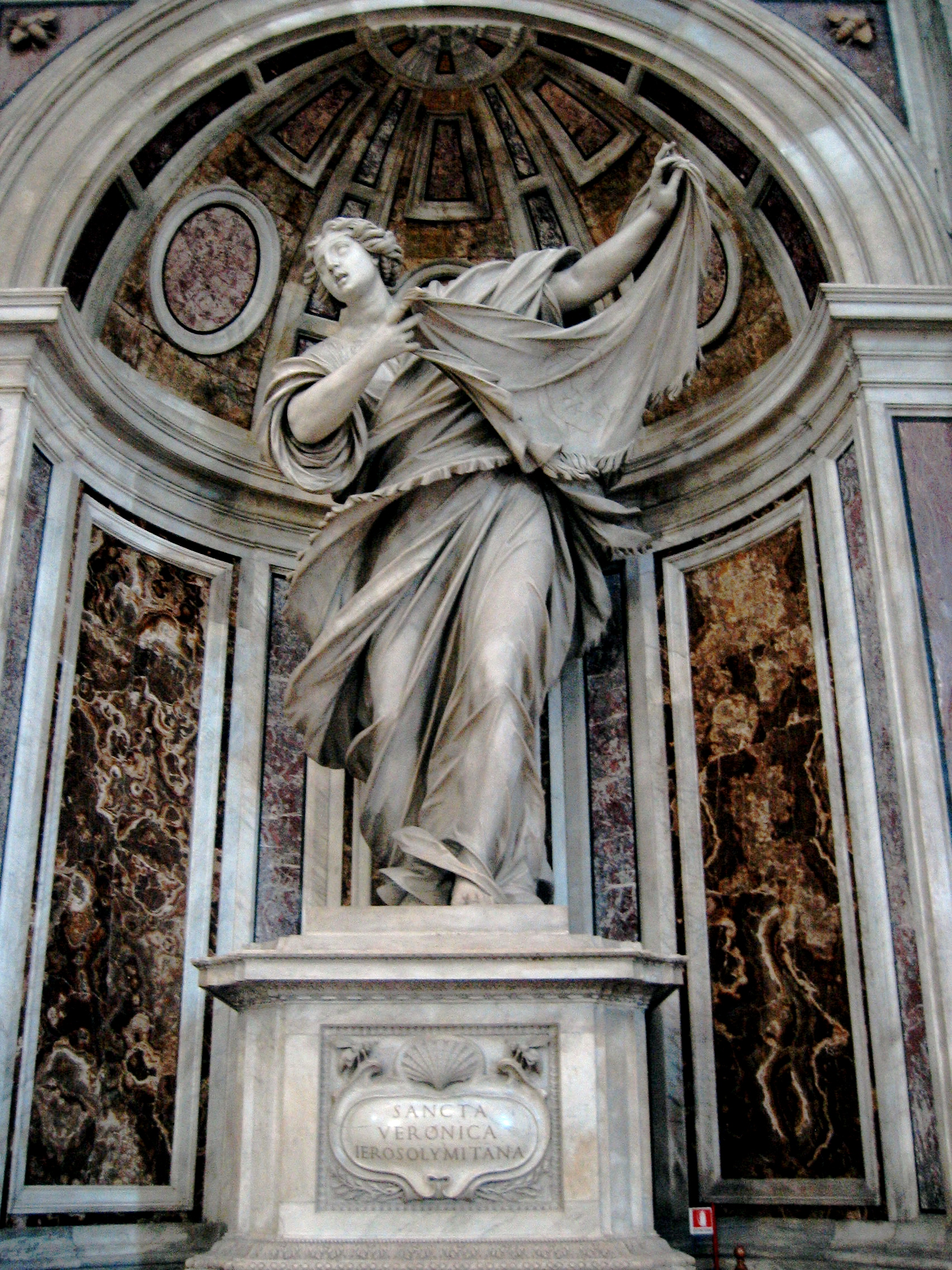
Heilige Veronica met de Doek in de Sint-Pietersbasiliek] en de Doek door Francesco Mochi, Sint-Pietersbasiliek

Een andere legende bevat veel van bovenstaande elementen, maar verloopt anders: Toen Tiberius ontdekte dat hij melaats was, vertelde zijn min Faustina dat er een wonderdoener in Palestina rondliep die haar had genezen van melaatsheid. Tiberius stuurde haar naar Jeruzalem om hem te vinden. Zij arriveerde toen Jezus op weg was naar Golgotha. Ze wrong zich door de menigte en toen Jezus voorbij kwam, nam zij haar hoofddoek om het bloed en zweet van zijn gezicht te wissen. Later zag zij dat zijn afbeelding op de doek was achtergebleven. Terug bij Tiberius drukte zij de doek tegen zijn gezicht en werd hij genezen. Hij bekeek het gezicht op de doek en noemde het vera eikoon, "gelaat van de waarheid". Op basis van deze versie suggereren sommige onderzoekers een andere herkomst van de traditie over Veronica. Zij denken dat deze doek werd aangeduid met het Latijnse vera icon, "echte afbeelding". Hierdoor zou de naam van deze doek foutief zijn begrepen als de naam van een heilige.
Veronica wordt ook genoemd in de Acta Sanctorum (1643).

## Doek van Veronica
In de tijd van Paus Johannes VII (705-707) werd een Veronica kapel gebouwd in de Oude Sint-Pietersbasiliek. In 1011 werd een kopiist bewaarder van de doek van Veronica. Er is geen twijfel over dat een "doek van Veronica" in de 14e eeuw werd vereerd in Rome. De herkomst ervan is echter onduidelijk. De genoemde doek zou tijdens de plundering van Rome (1527) zijn vernietigd of in een herberg verkocht zijn of niet zijn gevonden door plunderaars.
Het is onduidelijk of de doek nog bestaat en waar het zich zou bevinden. Kerken in Milaan en Manoppello (het Heilige gelaat van Manoppello) in Italië en Jaén in Spanje beweren de doek in hun bezit te hebben.

## Veronica in de beeldende kunst
Als Veronica wordt voorgesteld als devotiefiguur, houdt zij de doek voor zich uit. Op de doek ziet men een afbeelding van Christus, soms met, soms ook zonder een doornenkroon.
Veronica kan een tulband dragen als verwijzing naar haar oosterse afkomst. De doek wordt soms ook vastgehouden door engelen. Soms ook staat Veronica afgebeeld tussen Petrus en Paulus, de patroonheiligen van Rome.

Geselecteerde werken
Heilige Veronica door Robert Campin
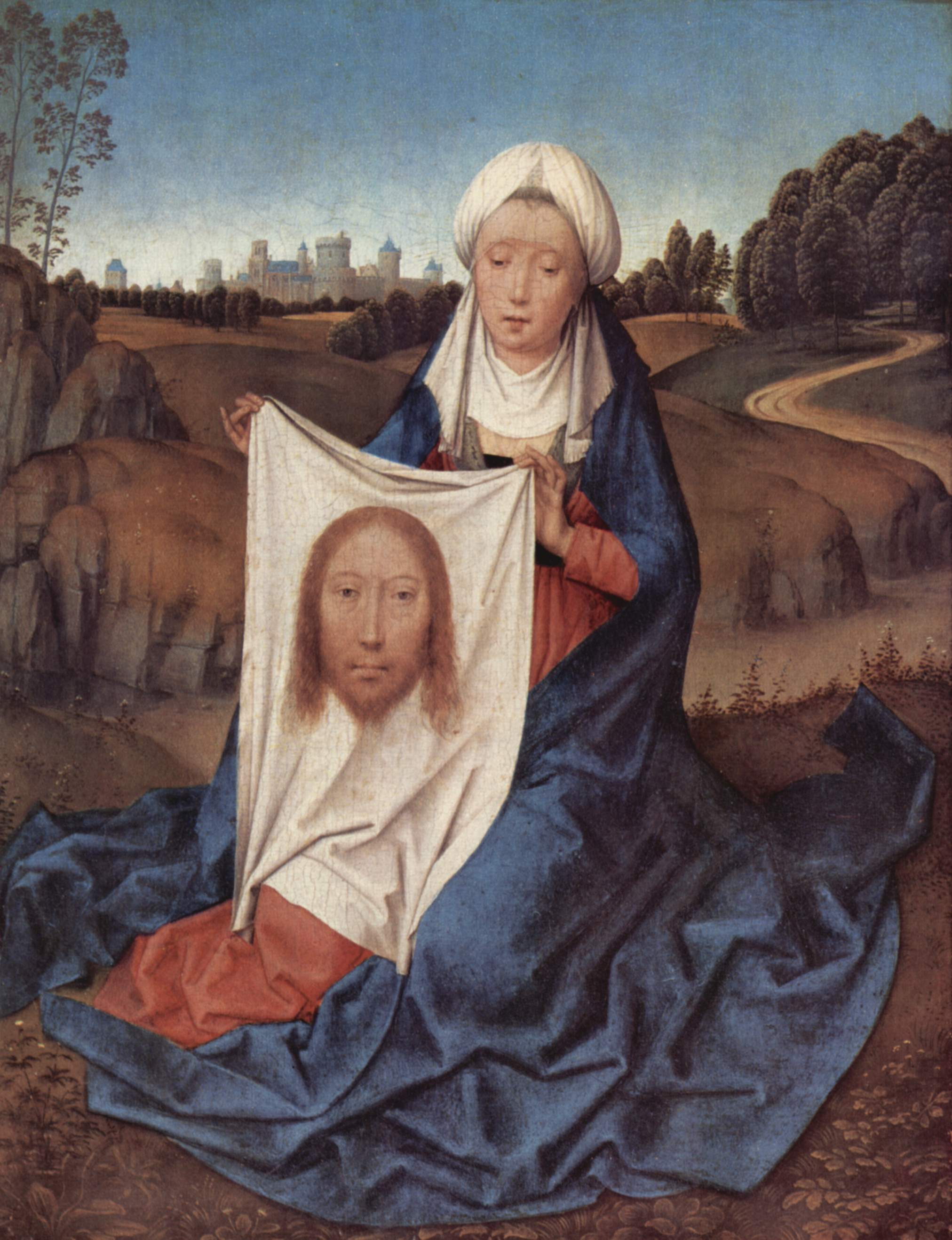
Heilige Veronica door Hans Memling
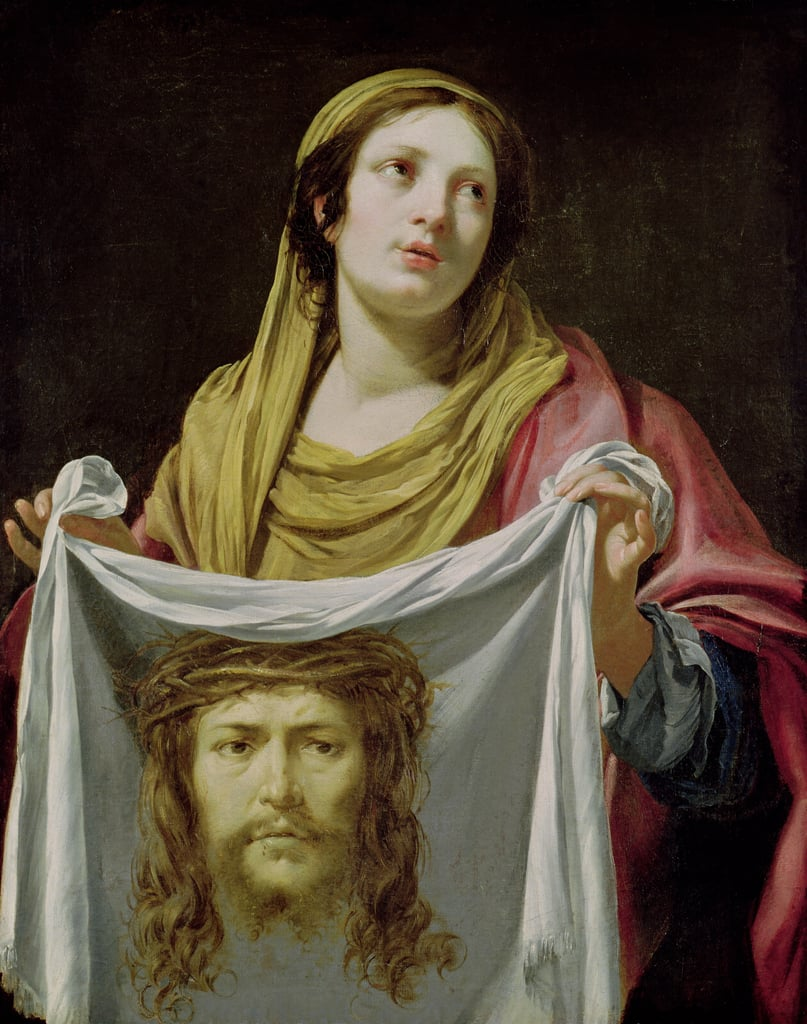
Heilige Veronica met de doek door Simon Vouet
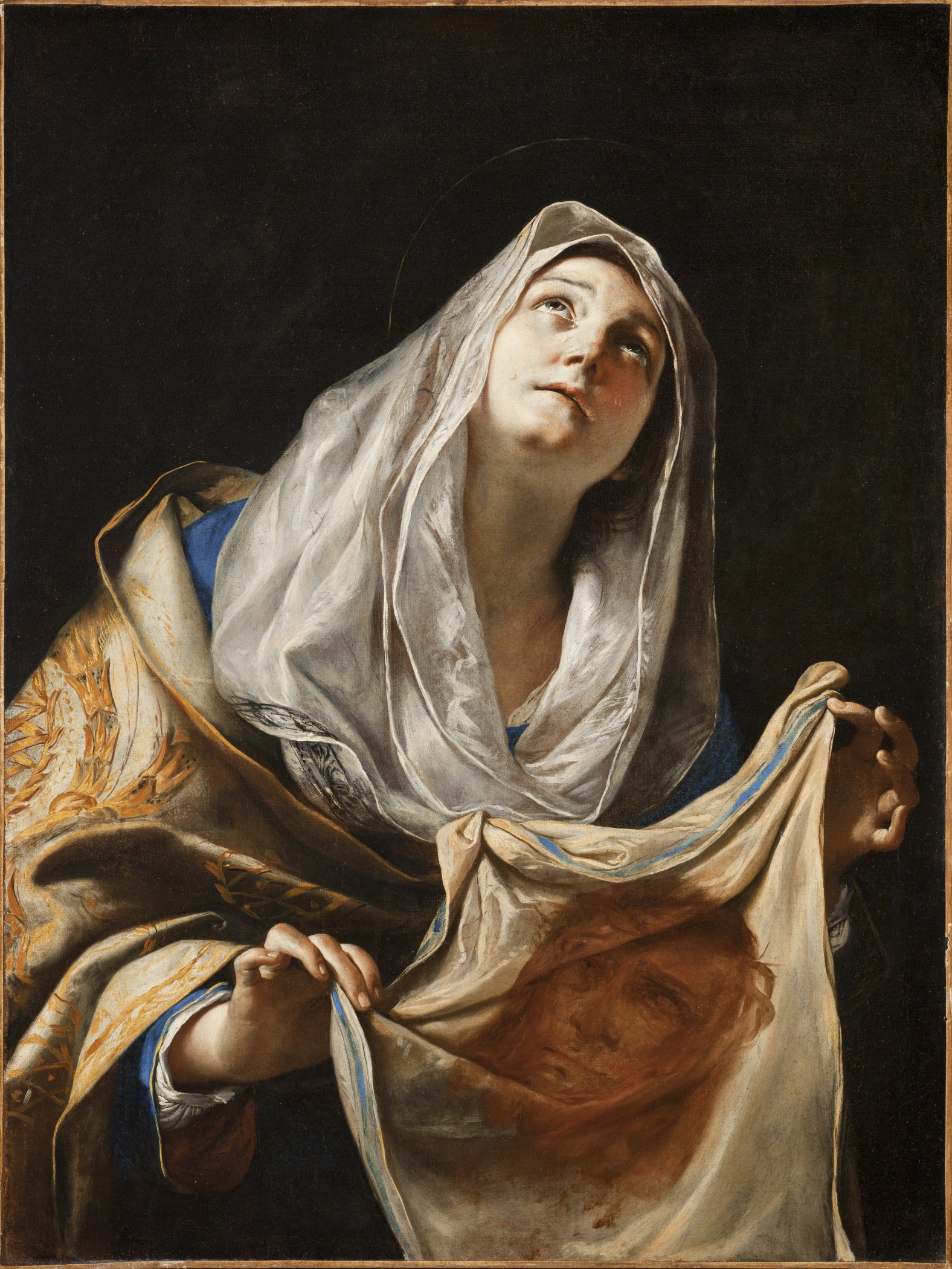
Heilige Veronica, Mattia Preti

## Feestdagen en verering
Haar naamdag is op Vastenavond, de dinsdag voor Aswoensdag. Ook worden 4 februari (volgens de bollandisten), 9 en 12 juli als gedenkdag genoemd. De zesde statie van de kruisweg is aan haar gewijd. Veronica is de beschermheilige van de doekverkopers, linnennaaisters, wasvrouwen en fotografen.